# Hřbitov v Pramenech
Zaniklý hřbitov v Pramenech na Chebsku se nacházel východně od obce, ve stráni při cestě na Mnichov.

## Historie
Nejstarší hřbitov v Pramenech se nacházel u kostela svatého Linharta založeného roku 1320. Při josefínských reformách zde bylo ukončeno pohřbívání, definitivně byl zrušen až roku 1880. Po přemístění hřbitova za město stál v těchto místech až do roku 1945 mohutný kamenný kříž - pomník, vysoký 2,2 metru. Nacházel se proti bočnímu vchodu do kostela v místech náhrobku Franze Josepha Pöpperla pohřbeného roku 1836. Pomník s klasickým trámovým křížem zdobila serpentinová koruna.

### Nový hřbitov
Protože bylo za josefínských reforem zakázáno pohřbívat v obcích, obec založila za městem hřbitov nový. Původně se rozkládal na malé plošině nad cestou a jeho délka byla přes sto metrů. Časem byl rozšiřován do stráně, zrušen byl roku 1946.
Na pravém sloupu vstupní brány byl nápis od Johanna Tanzera z roku 1850: „Zde končí závist, nenávist a pronásledování.“ Na rovině podél silnice se nacházely pomníky a náhrobky bývalých velkoobchodníků s chmelem, v levé části hřbitova u vchodu pak hrobka rodiny obchodníka Brunnera a za ní pseudogotický náhrobní kámen obchodníka Leonharda Tanzera. Tento náhrobní kámen měl rohové sloupky zakončené na zadní stěně apsidou. Prosté hroby ostatních obyvatel byly zakládány ve svahu.

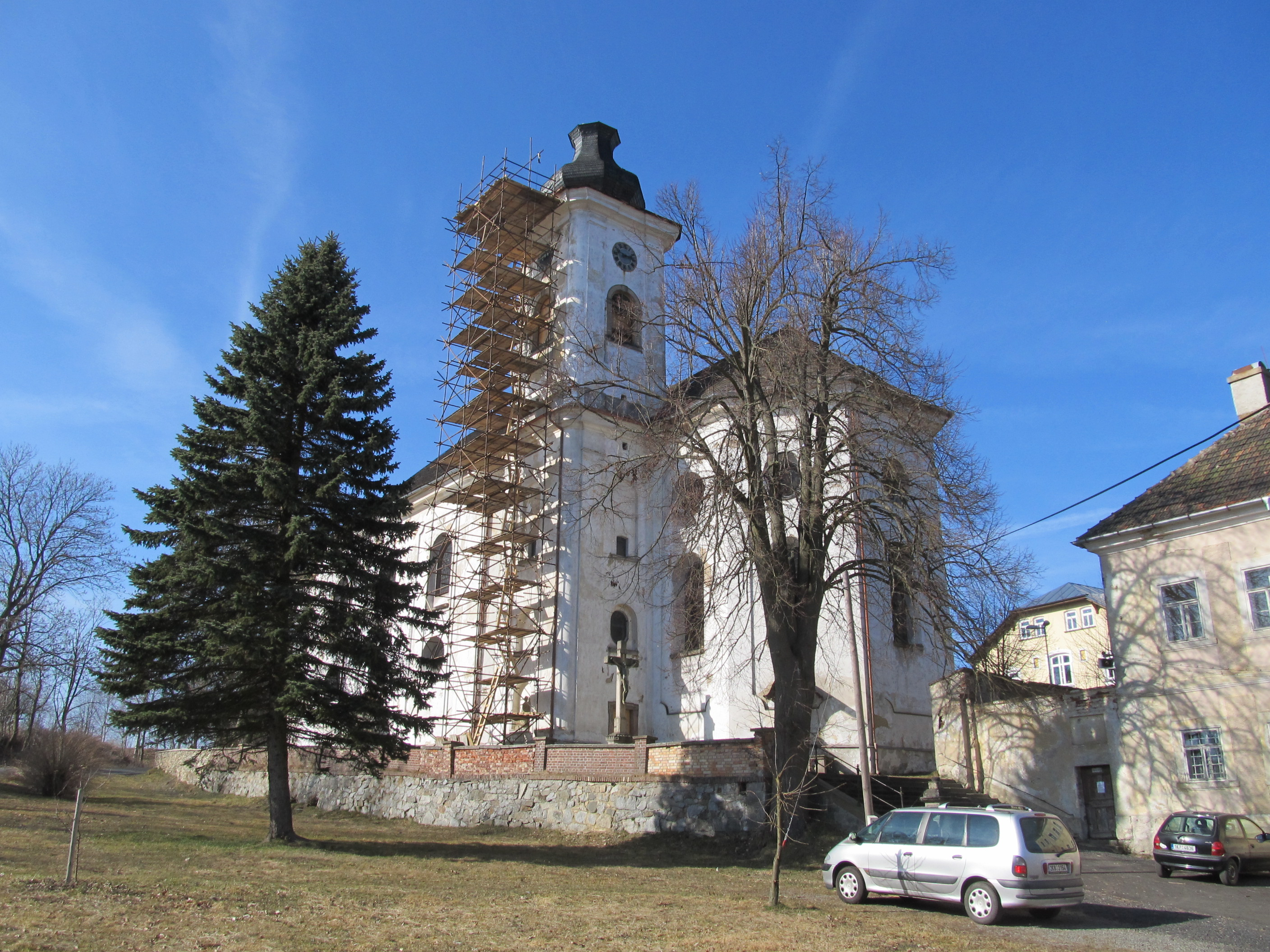
Kříž s krucifixem před kostelem svatého Petra a Pavla v Mnichově

Za vstupem do staré části hřbitovy se nacházela největší zdejší hrobka, která patřila Adamu Tanzerovi, velkoobchodníku s chmelem a majiteli Pavího dvora, čp. 172/173. Byla postavena v letech 1870 – 1871 z čistých přírodních pískovcových kvádrů v pseudogotickém stylu podle projektu pražského architekta Otto Ehlena (1831 – 1898). Její stavba stála dvacet tisíc guldenů. V hrobce byl až do 1. světové války pohřben pouze její majitel, poté zde byli pohřbíváni padlí obyvatelé obce z obou světových válek. Uprostřed hřbitova proti vstupu do hrobky Tanzerů stál velký misionářský kamenný kříž s krucifixem. Kříž zhotovený kameníkem Johannem Schurwonem nechali vyrobit roku 1883 manželé Josef a Sophie Paulusovi, bronzový odlitek krucifixu bal zhotoven mistrem Johannem Schumannem.

### Po roce 1945
Po odsunu německého obyvatelstva byly hroby i hrobky vyrabovány, ostatky pohřbených znesvěceny a hřbitov byl nakonec zrušen. Kamenné desky byly nabízeny kamenictvím k odprodeji a vše odvezeno do roku 1958. Kříž s krucifixem stál ještě nějaký čas uprostřed louky, před zničením jej Jiří Rončík ze Sítnin zachránil převozem do nedalekého Mnichova, kde byl nově umístěn před vchod do místního kostela.